# Skalka (přírodní rezervace)
Skalka je přírodní rezervace na jihozápadním svahu vrcholu Skalka v katastru obce Kunčice pod Ondřejníkem. Lokalitu tvoří převážně jedlobukový les, který místy nabývá charakteru pralesa. Jádrové území je tvořeno bučinou, jejíž stromy jsou staré až 180 let. Dříve hojná jedle bělokorá (Abies alba) téměř vymizela, a je proto uměle dosazována.

## Fauna a flóra
Hlavní složku lesa tvoří acidofilní bučiny a jedlové bučiny s příměsí smrku ztepilého (Picea abies) a javoru klenu (Acer pseudoplatanus). V slabě vyvinutém bylinném patru se hojně vyskytuje kopytník evropský (Asarum europaeum), šťavel kyselý (Oxalis acetosella), vraní oko čtyřlisté (Paris quadrifolia) či brusnice borůvka (Vaccinium myrtillus).
V lokalitě žije také významné množství plazů, zejména ještěrka živorodá (Zootoca vivipara), slepýš křehký (Anguis fragilis), zmije obecná (Vipera berus) a užovka obojková (Natrix natrix). Rovněž zde hnízdí silně ohrožené druhy ptáků, například holub doupňák (Columba oenas), jeřábek lesní (Tetrastes bonasia), strakapoud bělohřbetý (Dendrocopos leucotos), sýc rousný (Aegolius funereus) či krahujec obecný (Accipiter nisus).